# Wayne Hammond
Wayne Gary Hammond (* 5. September 1948 in Brisbane) ist ein ehemaliger australischer Hockeyspieler, der mit der australischen Hockeynationalmannschaft 1976 Olympiazweiter und 1978 Weltmeisterschaftsdritter war.

## Karriere
1969 wurde Hammond zur australischen Armee eingezogen und konnte danach zunächst nicht trainieren. 1970 wurde er in die Canungra Army Base versetzt und nahm sein Training wieder auf. 1972 debütierte der Mittelfeldspieler in der Nationalmannschaft. Bei den Olympischen Spielen 1972 wurde er in den Platzierungsspielen eingesetzt und erreichte mit seiner Mannschaft den fünften Platz. 1975 gehörte er zur australischen Mannschaft bei der Weltmeisterschaft 1975, die Australier belegten erneut den fünften Platz. Bei den Olympischen Spielen 1976 in Montreal belegten die Australier in ihrer Vorrundengruppe den zweiten Platz hinter den Niederländern. Mit einem 2:1-Halbfinalsieg über die pakistanische Mannschaft erreichten die Australier das Finale, dort unterlagen sie der neuseeländischen Mannschaft mit 0:1. Wayne Hammond wurde in allen acht Spielen eingesetzt. Bei der Weltmeisterschaft 1978 in Buenos Aires gewannen die Australier ihre Vorrundengruppe, verloren aber im Halbfinale gegen die Niederländer mit 3:2. Das Spiel um Bronze gewannen die Australier gegen die Deutschen mit 4:3. Eine dritte Olympiateilnahme blieb ihm 1980 wegen des Olympiaboykotts versagt.
Wayne Hammond bestritt zwischen 1972 und 1980 88 Länderspiele für die australische Nationalmannschaft. Er spielte für den Commercial Swimming Club in Brisbane. Von 1971 bis 1983 wirkte er in der Auswahl des Bundesstaats Queensland mit. 1992 und 1993 trat er mit der australischen Seniorenmannschaft beim Pacific Rim Masters Tournament an.